# Massacre d'Obonyi II
Le massacre d'Obonyi II a lieu le 29 mai 2022 lors de la crise anglophone au Cameroun. 

## Contexte
Depuis fin 2017, dans un contexte de combats meurtriers opposant les forces armées camerounaises à des séparatistes armés anglophones dans les régions du Nord-Ouest et du Sud-Ouest, des exactions ont lieu où les belligérants s'accusent de crimes contre les civils.

## Déroulement
Selon le maire local, des séparatistes voulaient que les habitants du village d'Obonyi II leur versent de l'argent mensuellement, mais ces derniers ont refusé. Ils ont dont attaqué à l'arme à feu le village situé à 560 km au nord-ouest de Yaoundé, près de la frontière avec le Nigeria, tuant 24 personnes et blessant 62 autres,. Certaines personnes prennent la fuite vers le Nigeria, notamment vers l'État de Cross River, mais sont pourchassées et tuées par les assaillants.